# ويليام ديفيدسون (سياسي أمريكي)
ويليام ديفيدسون (بالإنجليزية: William Davidson) هو سياسي أمريكي، ولد في 14 فبراير 1783، وتوفي في 1867. انتخب List of speakers of the Pennsylvania House of Representatives ‏ وانتخب عضو مجلس ولاية بنسيلفانيا وانتخب عضو مجلس نواب بنسيلفانيا.